# ギタリストの肖像
『ギタリストの肖像』（原題：Time on My Hands）は、アメリカ合衆国のジャズ・ギタリスト、ジョン・スコフィールドが1989年11月に録音・1990年に発表したスタジオ・アルバム。ブルーノート・レコード移籍第1弾アルバムに当たる。

## 背景
本作よりスコフィールドのグループに加入したジョー・ロヴァーノは、1970年代初頭にバークリー音楽大学でスコフィールドと親しくなり、1993年にスコフィールドのグループを離れてからも、スコ・ロ・ホ・フォ名義のアルバム『oh!』（2002年）で共演するなど親交を保っている。また、チャーリー・ヘイデンは本作でスコフィールドと初共演を果たした。
なお、スコフィールドは本作のレコーディング終了から間もない1989年11月27日、マッコイ・タイナーのアルバム『昔はよかったね』（1990年発売）収録曲のうち3曲を、タイナーとのデュオで録音した。

## 反響・評価
アメリカでは、『ビルボード』のジャズ・アルバム・チャートで自身初の1位獲得を果たした。
Michael G. Nastosはオールミュージックにおいて5点満点中3.5点を付け「ここでの最も大きな心機一転は、かつてスコフィールド自身も会得した、初期フュージョン・ムーヴメントの定番パターンから脱却してみせたことだ。特に、よりハード・バップの血脈を引き継ぎつつ、カントリー的な弦の響きとオーネット・コールマン風のユニークなボイシングの両方からの影響を反映した"Farmacology"が好例である」と評している。また、『CDジャーナル』のミニ・レビューでは「これまでのジャズ・フュージョン的方向から更にモダンでジャジーな演奏になったと言えばいいだろうか」と評されている。

## トラック・リスト
全曲ともジョン・スコフィールド作曲。9. - 11.はCDボーナス・トラック。
| #   | タイトル                                                     | 作詞 | 作曲・編曲 | 時間 |
| --- | ------------------------------------------------------------ | ---- | ---------- | ---- |
| 1.  | 「ワバシュIII - Wabash III」                                 |      |            | 6:22 |
| 2.  | 「シンス・ユー・アスクト - Since You Asked」                 |      |            | 6:13 |
| 3.  | 「ソー・スー・ミー - So Sue Me」                             |      |            | 6:02 |
| 4.  | 「レッツ・セイ・ウィ・ディド - Let's Say We Did」            |      |            | 4:27 |
| 5.  | 「フラワー・パワー - Flower Power」                          |      |            | 5:01 |
| 6.  | 「ストレンジャー・トゥ・ザ・ナイト - Stranger to the Light」 |      |            | 7:32 |
| 7.  | 「ノクターナル・ミッション - Nocturnal Mission」             |      |            | 4:17 |
| 8.  | 「ファーマコロジー - Farmacology」                           |      |            | 6:44 |
| 9.  | 「タイム・アンド・タイド - Time and Tide」                   |      |            | 5:53 |
| 10. | 「ビー・ヒア・ナウ - Be Hear Now」                           |      |            | 6:54 |
| 11. | 「ファット・リップ - Fat Lip」                               |      |            | 3:48 |

## パーソネル
- ジョン・スコフィールド - エレクトリック・ギター
- ジョー・ロヴァーノ - サクソフォーン
- チャーリー・ヘイデン - ダブル・ベース
- ジャック・ディジョネット - ドラムス